# برناردو برين
برناردو برين (بالإيطالية: Bernardo Perin)‏ هو لاعب كرة قدم إيطالي، ولد في 1 ديسمبر 1897 في أركوجنانو في إيطاليا، وتوفي في 18 أبريل 1964 في بولونيا في إيطاليا. شارك مع منتخب إيطاليا لكرة القدم. أما مع النوادي، فقد لعب مع إنتر ميلان ونادي بولونيا ونادي فيتشينزا ونادي مودينا.

## وصلات خارجية
- برناردو برين على موقع قاعدة بيانات كرة القدم.إي يو (الإنجليزية)
- برناردو برين على موقع ناشيونال فوتبول تيمز (الإنجليزية)